# Jeździectwo na Letnich Igrzyskach Olimpijskich 1948 – ujeżdżenie drużynowo
Konkurencja ujeżdżenia podczas XIV Letnich Igrzysk Olimpijskich została rozegrana w dniu 9 sierpnia 1948 roku.

## Wyniki
Do wyników ujeżdżania drużynowego zaliczane są wyniki zawodników z danego kraju jaki uzyskali podczas rywalizacji indywidualnej.
| Pozycja | Kraj                                                                   | Koń                               | Ocena indywidualna  | Łącznie | Uwaga |
| ------- | ---------------------------------------------------------------------- | --------------------------------- | ------------------- | ------- | ----- |
| 1.      | Francja · André Jousseaume · Jean Saint-Fort Paillard · Maurice Buret  | Harpagon Sous les Ceps Saint Quen | 480,0 439,50 349,5  | 1269,0  |       |
| 2.      | Stany Zjednoczone · Robert Borg · Earl Foster Thomson · Frank Henry    | Klingsor Pancraft Reno Overdo     | 473,50 421,0 361,50 | 1256,0  |       |
| 3.      | Portugalia · Fernando Paes · Francisco Valadas · Luís Mena e Silva     | Matamas Feitco Fascinante         | 411,0 405,0 366,0   | 1182,00 |       |
| 4.      | Argentyna · Justo Iturralde · Humberto Terzano · Oscar Goulú           | Pajarito Bienvenido Grillo        | 397,0 327,9 281,5   | 1005,50 |       |
| -       | Szwecja · Gustaf Adolf Boltenstern · Henri Saint Cyr · Gehnäll Persson | Trumf Djinn Knaust                | 477,5 444,5 DNF     | DNF     |       |